# Habranthus argentinus
Habranthus argentinus är en amaryllisväxtart som beskrevs av Hamilton Paul Traub. Habranthus argentinus ingår i släktet Habranthus och familjen amaryllisväxter. Inga underarter finns listade i Catalogue of Life.